# Andrew Fahie
Andrew Fahie, né le 7 août 1970 à Tortola, est un homme politique des Îles Vierges britanniques. Chef du Parti des îles Vierges depuis 2016, il est Premier ministre du territoire du 26 février 2019 au 5 mai 2022.

## Biographie
En 1986, il rejoint l'université des îles Vierges à Saint-Thomas dans les îles Vierges américaines puis en 1988, l'université agricole et mécanique de Floride à Tallahassee dont il sort diplômé en 1991. Il travaille ensuite comme professeur de mathématiques.
Il entre en politique en 1999 comme membre du Parti des îles Vierges (VIP) en étant élu au Conseil législatif. De 2000 à 2003, puis de 2007 à 2011, il est ministre de la Culture, de l'éducation (et de la jeunesse de 2000 à 2003) dans les gouvernements de Ralph T. O'Neal. 
Le 30 novembre 2016, il remplace Julian Fraser à la tête du VIP. Le 25 février 2019, le parti remporte les élections législatives en obtenant 8 sièges sur 13 à l'Assemblée et le lendemain Andrew Fahie devient Premier ministre.
Le 28 avril 2022, il est arrêté aux États-Unis et inculpé pour trafic de drogue et blanchiment d'argent. Le 5 mai suivant, l'Assemblée vote une motion de défiance contre lui et il est remplacé par son vice-Premier ministre Natalio Wheatley.